# Giacobitismo

Rappresentazione della bandiera giacobita del 1745.

Il Giacobitismo fu un movimento politico legittimista nato nel XVII secolo, che sostenne la restaurazione del casato degli Stuart sul trono britannico. Il nome deriva dalla forma latina Jacobus del nome del re Giacomo II d'Inghilterra, che era visto dagli aderenti al movimento come erede legittimo ai troni di Inghilterra e Scozia. La causa giacobita ottenne maggiori consensi nelle Highlands e Lowlands scozzesi, in Irlanda e nell'Inghilterra settentrionale, portando avanti la convinzione di queste regioni che l'intromissione del Parlamento inglese in merito alla successione al trono fosse da ritenersi illegale.

## Storia

### La destituzione di Giacomo II

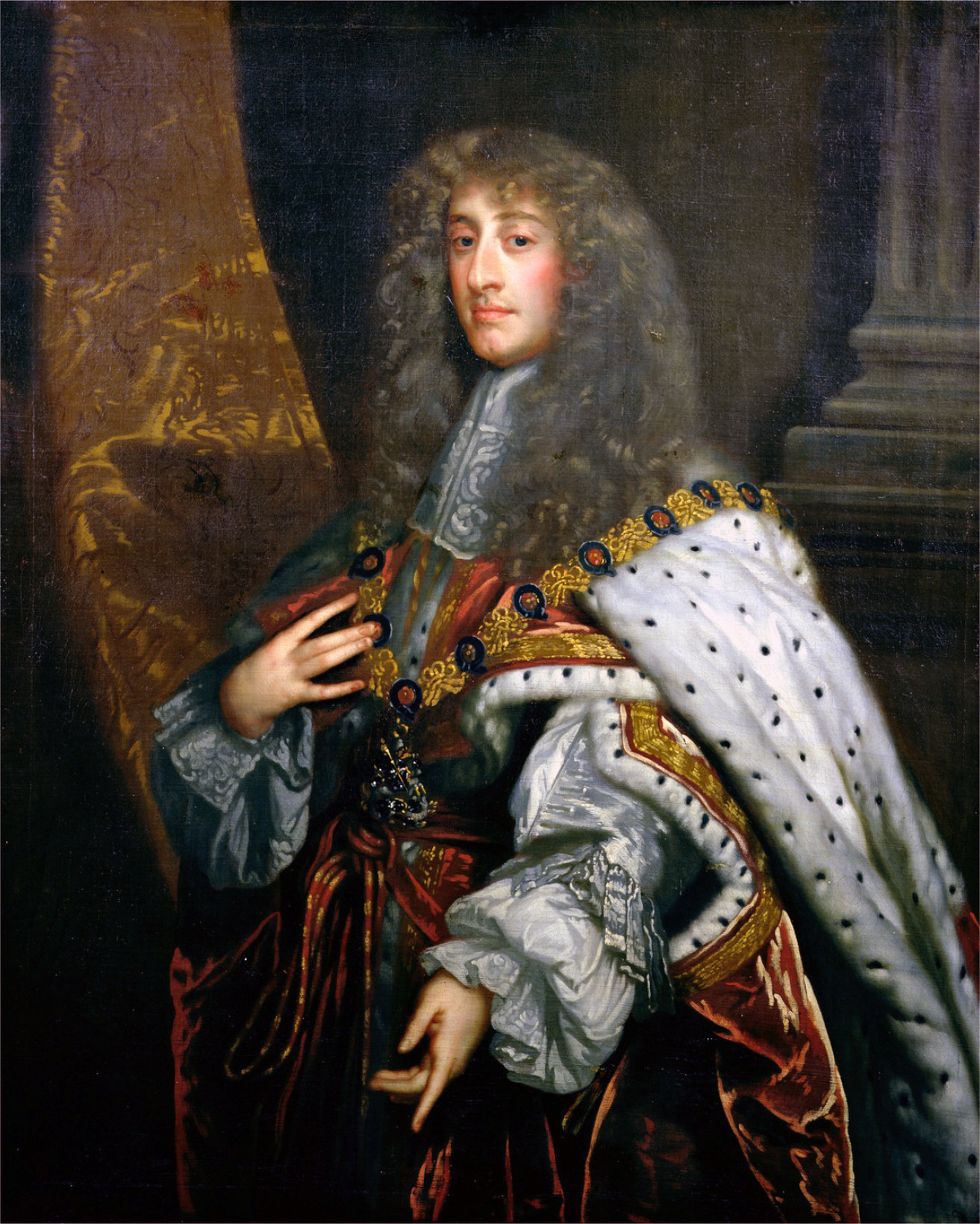
Giacomo II d'Inghilterra e VII di Scozia ritratto da Peter Lely

Durante il suo breve regno (1685-1688), Giacomo II d'Inghilterra aveva avviato una politica di tolleranza religiosa che nel 1687 era culminata con la promulgazione della Dichiarazione d'Indulgenza, un decreto che poneva le basi per la libertà di culto in Gran Bretagna in quanto sospendeva le leggi penali contro tutti coloro che non aderivano alla Chiesa d'Inghilterra (sia i cattolici sia i protestanti non anglicani). La Dichiarazione pur incontrando il consenso della minoranza cattolica, specialmente in Irlanda e in Scozia, fu fortemente osteggiata dagli Anglicani, sia sul campo religioso che su quello costituzionale; molti membri del clero si rifiutarono di riconoscerla pubblicamente e nel 1688 venne inviata una petizione a favore della sua abolizione firmata da William Sancroft, arcivescovo di Canterbury e altri sei vescovi. I sette vescovi vennero processati per "diffamazione sediziosa", risultando però non colpevoli.
Allo stesso tempo nell'ambiente politico inglese la Dichiarazione d'Indulgenza era stata vista come un tentativo di minare i poteri legislativi del Parlamento e le intenzioni del re erano state interpretate come un tentativo di far tornare la religione cattolica in Inghilterra.
Quando l'erede di Giacomo II, Giacomo Francesco Edoardo Stuart, venne battezzato con rito cattolico, i parlamentari Whig iniziarono a mobilitarsi in modo da destituire Giacomo II e portare sul trono un re protestante. Per conseguire questo scopo il Parlamento offrì la corona a Guglielmo d'Orange, marito di Maria Stuart, figlia di Giacomo II e della prima moglie Anna Hyde, che era stata allevata da anglicana. Giacomo II, tradito dal Parlamento e abbandonato dall'esercito, si rifugiò in Francia, mentre Guglielmo d'Orange e Maria Stuart salivano al trono come Guglielmo III e Maria II d'Inghilterra in quella che venne poi definita Gloriosa rivoluzione.
Promulgando la Dichiarazione dei Diritti del 1689, il re abolì la Dichiarazione d'Indulgenza e il Parlamento rafforzò i propri poteri, mentre con la Legge di Disposizione del 1701 fu ufficialmente negata la possibilità che un re cattolico potesse salire sul trono d'Inghilterra.

### Le reazioni in Inghilterra, Irlanda e Scozia
In Inghilterra la Gloriosa rivoluzione non era stata accettata da tutti: molti infatti non riuscivano a riconoscere Maria II e Guglielmo III come sovrani mentre il re destituito era ancora in vita. Tra di loro vi erano i Nonjuring Anglicans, fazione nata a seguito di uno scisma interno alla Chiesa anglicana; inizialmente composti dal solo clero, si espansero fino a formare piccole congregazioni nelle maggiori città inglesi.
Il sostegno alla causa giacobita in Irlanda era dovuto prevalentemente a motivi religiosi. Il popolo irlandese era infatti di fede cattolica e vedeva in Giacomo II, grazie sia alle sue credenze religiose che ai numerosi atti di tolleranza - prima fra tutti la Dichiarazione d'Indulgenza -, un monarca più vicino ai propri ideali. Inoltre con numerose azioni a favore del Parlamento Irlandese, e con la promessa di aumentarne ulteriormente il livello di auto-determinazione, Giacomo II si era assicurato il favore dell'Irlanda anche dal punto di vista politico. Ultimo aspetto che favorì la causa giacobita in Irlanda è da ricollegarsi al fatto che il Casato Stuart, sin dall'incoronazione di Giacomo I d'Inghilterra nel 1603, era stato riconosciuto come prima dinastia reale che era effettivamente Irlandese in quanto avente radici gaeliche.
La minoranza cattolica della gentry delle Lowlands scozzesi, dopo secoli di persecuzioni, sostenne subito la causa giacobita. Nelle Highlands, la cui importanza strategica era dovuta agli eserciti privati controllati dai numerosi clan, le basi del sostegno alla causa giacobita invece non erano solamente religiose. Dal punto di vista politico, infatti, Giacomo II si era già guadagnato il favore di molti dei chieftain grazie alla Commissione per la Pace nelle Highlands, attraverso la quale aveva cercato di dare ordine alle varie dispute territoriali nel territorio scozzese. Un altro fattore che influenzò molto la posizione delle Highlands furono le Guerre Civili e il tentativo di espansione territoriale del Clan Campbell di Argyll, che sosteneva il governo Hannover.

### Le prime campagne militari
Dopo essersi rifugiato in Francia, tra il 1688 e il 1689, Giacomo II tentò di affermare il proprio potere in Irlanda con una campagna militare, forte anche del sostegno di Luigi XIV di Francia, già in guerra con Guglielmo d'Orange. Quella che venne poi definita Guerra guglielmita culminò in una effettiva sconfitta dei Giacobiti (battaglia del Boyne 1690), il cui numero di sostenitori nel territorio irlandese diminuì drasticamente. Fu inoltre un duro colpo all'immagine di Giacomo II che, fuggendo nel mezzo del conflitto, rimase impresso nella memoria popolare irlandese come Seamus an chaca.
Nel 1689 invece in Scozia fu John Graham, duca di Dundee, a distanza da un mese dalla proclamazione di Guglielmo III e Maria II come sovrani d'Inghilterra e Scozia, a sostenere la causa Giacobita con il supporto di cinquanta uomini e il sostegno di alcuni clan delle Highlands. Pur vincendo inizialmente nella battaglia di Killiecrankie del 1689, l'uccisione di Graham e una serie devastante di sconfitte successive costrinse i Giacobiti nel 1692 ad arrendersi al Governo inglese, sottomettendosi formalmente a Guglielmo.

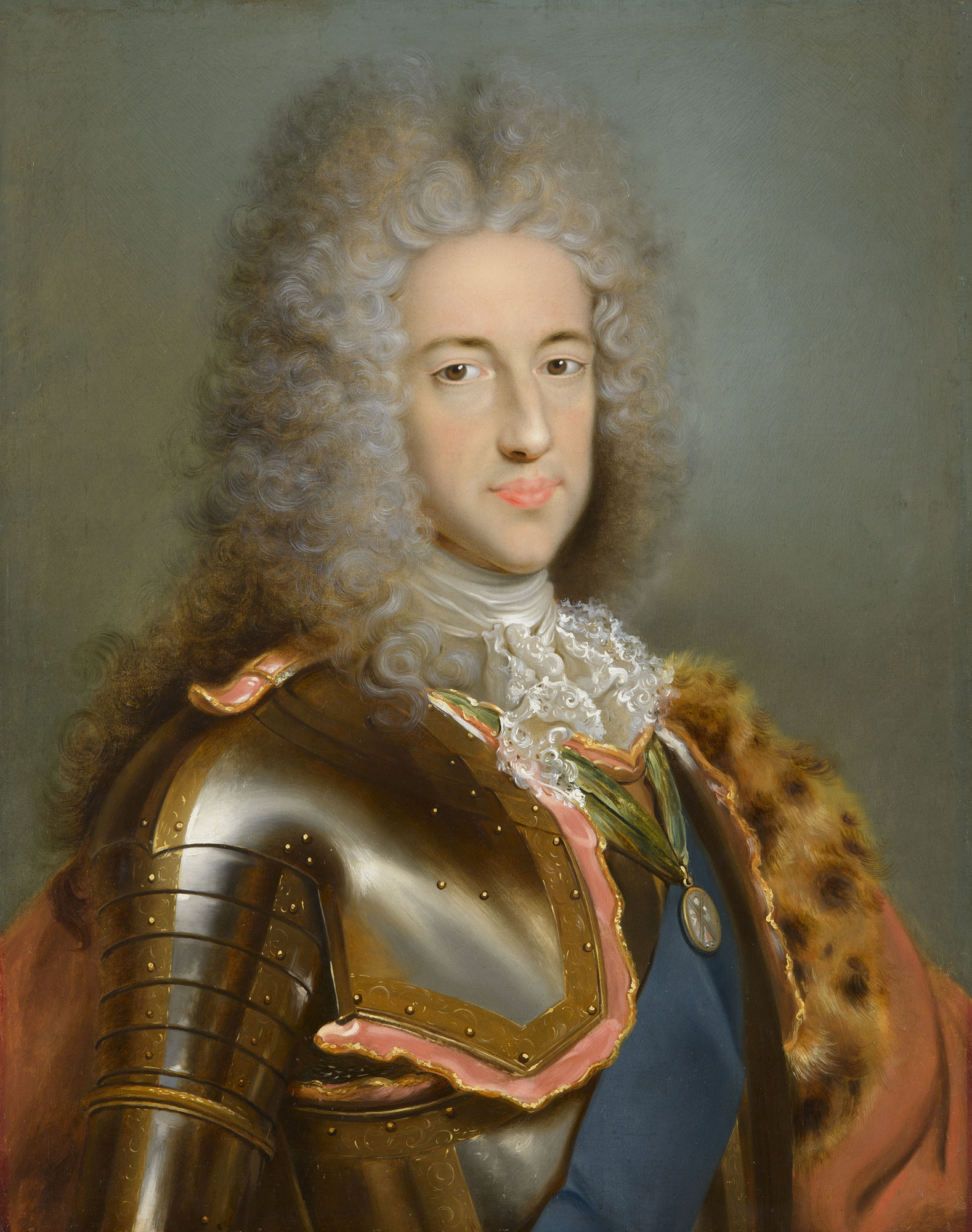
Giacomo III d'Inghilterra, il Vecchio Pretendente

Con la morte nel 1701 di Giacomo II, fu suo figlio Giacomo Francesco Edoardo Stuart a prenderne il posto ai vertici del movimento Giacobita. Noto in seguito come il Vecchio Pretendente e il Re Oltre Le Acque, tentò subito d'invadere l'Inghilterra via mare sfruttando la flotta francese ma fu costretto alla ritirata dalla Royal Navy.

### La ribellione del 1715
Nel 1702 con la morte di Guglielmo III d'Inghilterra la corona era passata ad Anna di Gran Bretagna, sorella di Maria II e ultima figlia di Giacomo II a salire sul trono; essendo lei senza eredi (l'unico figlio superstite era morto giovanissimo) si era riaccesa la speranza che il casato Stuart potesse ritornare al potere dopo la sua morte, ma forte dell'Act of Settlement il parlamento inglese designò come erede al trono Sofia del Palatinato e con la morte di lei, suo figlio, l'Elettore di Hannover, Giorgio I di Gran Bretagna, discendente di Giacomo I Stuart. Questi, pur non parlando inizialmente inglese, si dimostrò un degno soldato e statista, guadagnando ben presto popolarità tra i suoi sudditi. Sostenendo il partito dei Whigs contribuì alla sconfitta dei Tories alle elezioni del 1715.
Con la sconfitta dei Tories, molti esponenti politici di quel partito furono sottoposti ad impeachment e altri iniziarono a temere per la propria sorte. Fra di essi vi era John Erskine, conte di Mar, salito al potere sotto il regno della regina Anna grazie al suo contributo nella stipula dell'Atto di Unione del 1707. Questi, dopo aver ottenuto un posto all'interno del Parlamento e dopo essere diventato Segretario di Stato per la Scozia, decise di spostare la propria lealtà verso Giacomo III poiché non sembrava esserci posto per lui nel nuovo governo Hannoveriano.
Dopo aver intrattenuto una corrispondenza con il vecchio pretendente, al conte di Mar fu ordinato nel 1715 di richiamare i clan scozzesi. Il 27 agosto 1715 riunì i chieftain dei più importanti clan, proclamando pochi giorni dopo, il 6 settembre, Giacomo III come loro legittimo sovrano. Pur riuscendo a riunire i clan in una alleanza e a marciare in Inghilterra, la campagna militare ebbe vita breve e dopo un breve assedio durante la battaglia di Preston furono costretti alla resa. Mentre il conte di Mar era riuscito a fuggire in Francia con Giacomo III, le restanti forze giacobite furono imprigionate prima di essere rilasciate in virtù dell'Indemnity Act del 1717.

### Successivi tentativi di ribellione
Nonostante la sconfitta del 1715 e la crescente popolarità di Giorgio I, la causa giacobita continuò a rimanere presente sul territorio britannico, sebbene in forma più privata attraverso proteste anonime, maldicenze sulla sua situazione coniugale e l'ostentazione di simboli di Giacomo III durante particolari anniversari.
Allo stesso tempo la Scozia era stata fortemente punita per la Ribellione del 1715. Come tentativo di eliminare il rischio di successive insurrezioni il Parlamento inglese aveva emanato numerosi atti che tentarono di indebolire i clan delle Highlands privandoli del diritto di possedere armi di qualunque genere e riaffermando la supremazia del governo britannico.
In Francia il Vecchio Pretendente si trovò invece privo del sostegno di Luigi XIV, il cui regno stava vivendo un periodo di pace. Per questo motivo prese contatti con la corte spagnola grazie al Cardinale Giulio Alberoni, primo ministro spagnolo, riuscendo ad organizzare un tentativo d'invasione che nel 1719 culminò nella Battaglia di Glen Shiel in una sonora sconfitta e una successiva resa forzata.
In seguito in Inghilterra si tentò di mettere in atto l'Atterbury Plot, un piano per provocare una sommossa in occasione delle elezioni del 1722, facendo leva sullo scontento popolare conseguente alla Bolla della South Sea Company. Ai vertici di questo complotto vi erano Francis Atterbury, vescovo di Rochester e membro del partito dei Tories, e il conte di Mar, il quale fu però costretto a tradire la cospirazione sotto le pressioni della Francia, risultando in una serie di arresti, denunce e fughe. Un altro tentativo di ribellione avvenne in seguito nel 1733 quando Henry Hyde, visconte Cornbury, erede del conte di Clarendon, tentò di convincere il gabinetto francese a invadere la Gran Bretagna. La Francia però respinse la proposta dell'uomo.

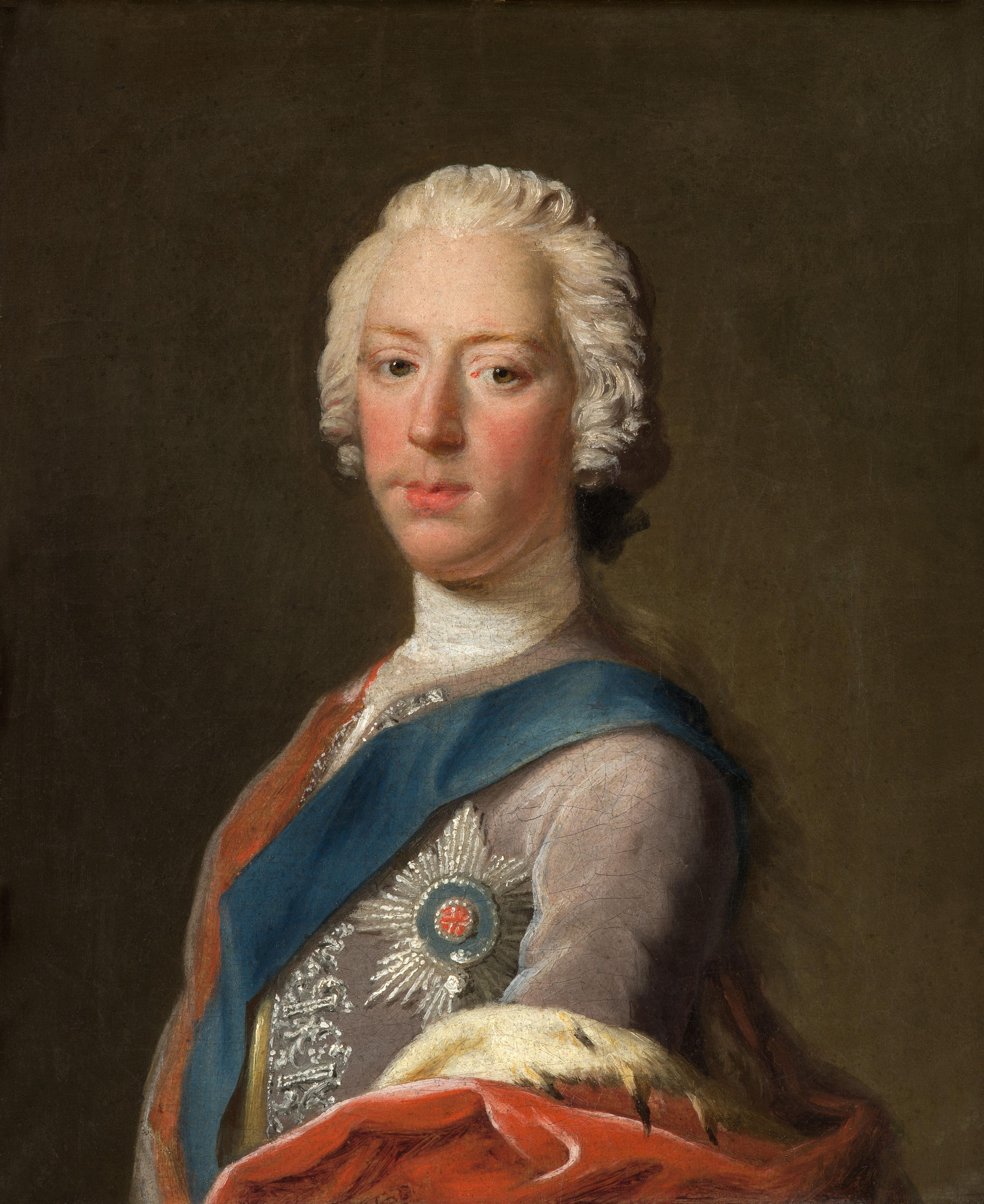
Carlo Edoardo Stuart (Carlo III), il Giovane Pretendente o Bonnie Prince Charlie ritratto da Allan Ramsay (1745)

Un vero e proprio tentativo d'invasione da parte della Francia avvenne nel febbraio 1744, alla vigilia della grande insurrezione del 1745. I rapporti tesi tra Francia e Inghilterra erano peggiorati durante la guerra di successione austriaca, e ciò spinse Luigi XV di Francia ad autorizzare un intervento armato su larga scala in risposta ad una richiesta formale da parte dei Giacobiti inglesi. In tale occasione anche Carlo Edoardo Stuart, figlio di Giacomo Francesco e noto come Bonnie Prince Charlie o Giovane Pretendente, tentò di accompagnare la spedizione, che non arrivò mai sul suono britannico a causa di una tempesta.

### La ribellione del 1745
Già nel 1744 alcuni capiclan scozzesi delle Highlands si erano messi in contatto con Carlo Edoardo Stuart, assicurando il loro supporto in battaglia nel caso in cui il Giovane Pretendente fosse arrivato in Gran Bretagna con almeno 3000 truppe francesi. Dopo aver raccolto i fondi attraverso prestiti e vendite di possedimenti, Carlo riuscì ad assoldare un consorzio di corsari, partendo poi il 22 giugno 1745 alla volta della Scozia. Sebbene la nave più grande della flotta, carica di 700 volontari irlandesi e della maggior parte delle provvigioni e degli armamenti, fosse stata costretta a tornare indietro, il Giovane Pretendente raggiunse le Ebridi Esterne il 23 luglio dello stesso anno, chiamando a raccolta i clan delle Highlands e iniziando la sua avanzata verso sud, riuscendo a conquistare Perth e Edimburgo senza incontrare particolari opposizioni. I clan riconobbero Giacomo come re di Scozia (Giacomo VIII), nominando Carlo reggente.

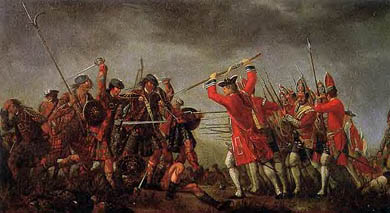
"Un incidente durante la Ribellione del 1745" di David Morier

Benché intercettate da un piccolo contingente Hannoveriano nella battaglia di Prestonpans, le forze di Carlo Edoardo Stuart continuarono ad avanzare verso l'Inghilterra senza troppi problemi. Nonostante le reticenze del suo generale, George Murray, che proponeva di adottare cautela con la loro avanzata, il giovane pretendente riuscì a convincere il proprio esercito a procedere facendo leva sulla falsa promessa di insurrezioni inglesi assicurate dai Tories. Il 4 dicembre raggiunsero Derby, avvicinandosi sempre di più a Londra. Mentre la flotta francese si stava preparando a Dunkerque, durante un consiglio di guerra l'inganno di Carlo venne alla luce e il successivo 6 dicembre fu ordinata la ritirata verso la Scozia, in modo da unirsi ad ulteriori forze radunate nelle Highlands. Sotto il comando di Murray, i Giacobiti sconfissero un esercito Hannoveriano nella battaglia di Falkirk del 17 gennaio 1746. Il 16 aprile 1746, seguendo la strategia di difesa ortodossa consigliata da Carlo Edoardo Stuart, la Ribellione subì una rovinosa sconfitta nella battaglia di Culloden. Nel giro di un'ora le forze giacobite furono sterminate dalla cavalleria e dai cannonieri britannici e, anche se alcuni riuscirono a fuggire nelle montagne, molti vennero uccisi o catturati. Il giovane pretendente riuscì a rifugiarsi di nuovo in Francia sotto mentite spoglie ma il Giacobitismo non poté più riprendersi dopo questa disfatta.

### Le conseguenze
Nel 1746 furono emanati tre leggi volte a smantellare il sistema dei clan nelle Highlands. L'Act of Proscription vietava il possesso di armi e lo sfoggio di kilt e tartan, il Tenures Abolition Act annullava qualsiasi legame feudale di servizio militare e il Heritable Jurisdictions Act toglieva qualsiasi potere ai chieftain dei clan. Solo nel 1788 però i cattolici scozzesi giurarono fedeltà al casato di Hannover.
Nonostante le pesanti sconfitte subite, Carlo Edoardo Stuart venne accolto in Francia da eroe, venendo però ignorato alle successive richieste di aiuto per l'ennesima campagna militare. Durante le negoziazioni per il trattato di Aix-la-Chapelle gli inglesi offrirono convenienti termini di pace al governo francese, richiedendo però l'espulsione di Carlo, che avvenne nel dicembre del 1748 dopo numerose proteste da parte del giovane pretendente durante le trattative.

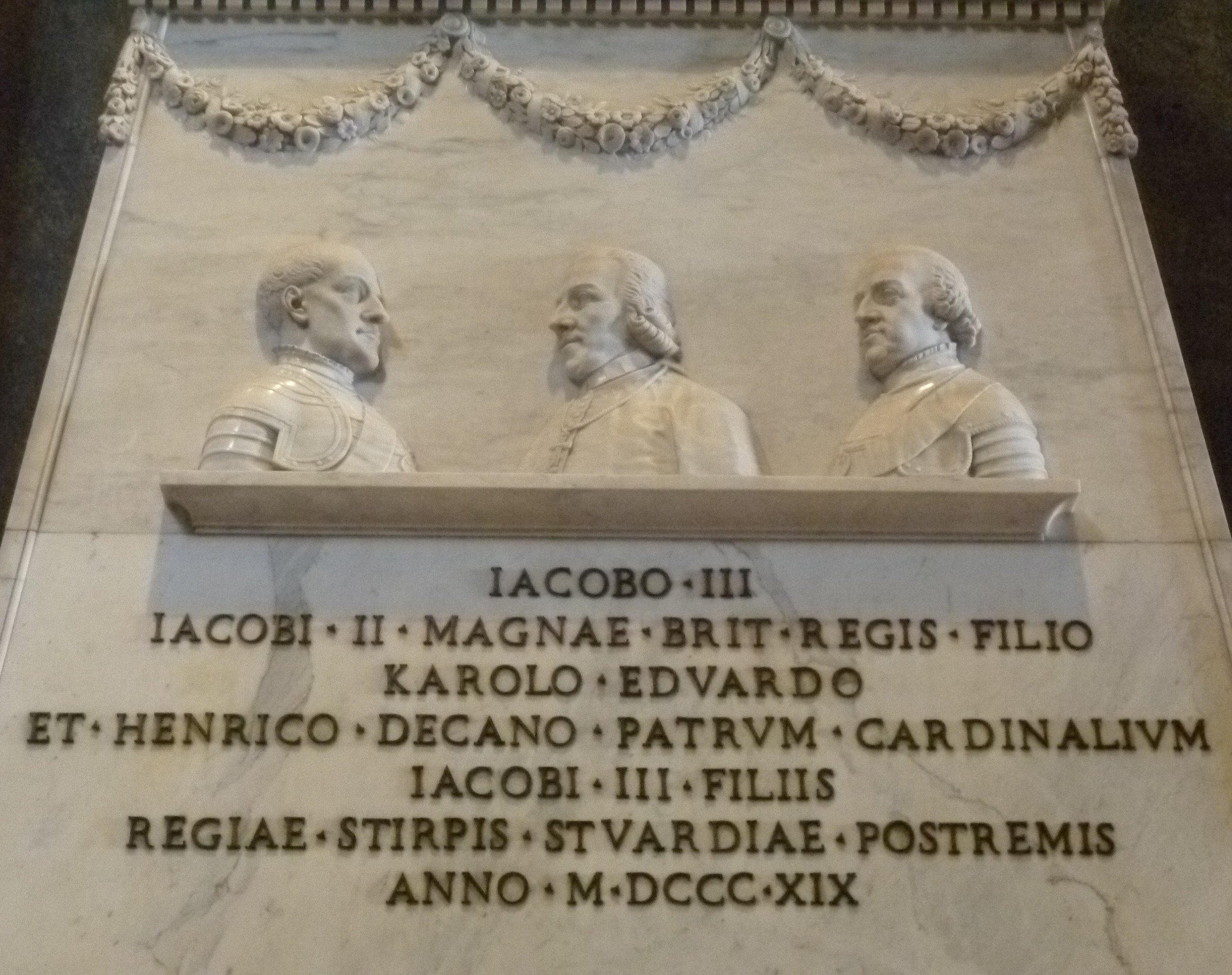
Monumento agli Stuardi di Antonio Canova

Tra il 1749 e il 1751 Carlo Edoardo tentò nuovamente di organizzare una rivolta. Sprovvisto però di supporto straniero dopo che Federico II di Prussia aveva ignorato le sue richieste, qualsiasi tentativo di organizzare i Giacobiti inglesi rimasti fallì. Dopo aver scoperto una spia infiltrata nella sua cerchia interna di confidenti, il pretendente accusò tutti i suoi sostenitori inglesi di tradimento, perdendo quindi anche il loro appoggio. Qualsiasi sostegno francese venne poi a mancare definitivamente quando un'invasione della Gran Bretagna programmata per il 1759 fallì nuovamente. Allo stesso tempo cessò il flusso di fondi degli ultimi Giacobiti rimasti. Carlo Edoardo si rifugiò quindi a Roma, sfruttando il Papato per mantenere inalterato il suo stile di vita. Alla morte del padre Giacomo Francesco Edoardo Stuart nel 1766, la Santa Sede rifiutò di riconoscere Carlo come legittimo sovrano di Gran Bretagna. Carlo Edoardo non ebbe figli legittimi dalla moglie Luisa di Stolberg-Gedern, ma solo una figlia dalla sua amante (Charlotte Stuart, duchessa di Albany).

### La fine del giacobitismo
Con la morte di Carlo Edoardo nel 1788 la pretesa al trono passò al suo fratello più giovane Enrico Benedetto Stuart, che nel frattempo era diventato cardinale. Pur attribuendosi il titolo di "Re Enrico IX d'Inghilterra", dopo essere caduto in difficoltà finanziarie accettò comunque un'offerta di stipendio da parte di Giorgio III del Regno Unito. Quando anche il cardinale di York morì, la pretesa giacobita passò a tutti i parenti degli Stuart che erano stati esclusi dall'Act of Settlement in quanto cattolici tra cui la casa Savoia, gli Asburgo-Lorena, i Borbone-Parma e i Wittelsbach, mentre furono esclusi i discendenti da figli illegittimi, come la linea spagnola derivata dal duca di Berwick. Dal 1807 comunque nessuno di loro ha più tentato di portare avanti alcuna pretesa giacobita contro gli Hannover.